# Обединено училище „Христо Ботев“ (Каспичан)
Обединено училище „Христо Ботев“ е обединено училище в село Каспичан, община Каспичан, област Шумен. То е основано през 1858 г. Патрон на училището е Христо Ботев. Разположено е на адрес: ул. „Цар Симеон“ № 8. В него учат ученици от І до Х клас, като процесът на обучение е целодневен за учиниците от І до VІІ клас. То е с държавно финансиране. Директор на училището е Павлина Филева.

## История
Училището възниква през 1858 г., когато даскал Никола открива килийно училище в село Каспичан. За тази цел Ганю Кулев дарява къща. След даскал Никола се редят имената на Ченгене Стоян от село Гебедже (днес Белослав), Кесиолу Никола от град Шумен, даскал Добри от село Марково, даскал Иван от село Тича, Димитър Стойчев от град Шумен и много други. През 1860 г. по инициатива на поп Рафаил от Шумен е построена малка сграда до църквата за нуждите на училището, което става взаимно, а още през учебната 1878/1879 г. е открито като светско. През учебната 1890/1891 г. е преобразувано в първоначално и носи името на гениалния поет и революционер Христо Ботев. Под покрива на малката сграда (днес е обновената детска градина) се приютяват любознателни малчугани от село Могила и гара Каспичан.
През учебната 1919/1920 г. е открита Каспичанската прогимназия. Пръв неин директор е началната учителка Стоянка Вълчева, която е завършила ПУ в град Шумен. Броят на учениците нараства и през 1923 г. училището се премества в нова едноетажна сграда с 6 класни, учителска и директорска стаи, обширен физкултурен салон и фоайе. Училището е електрифицирано и водоснабдено. Днес това е първият етаж на обновената училищна сграда, която през 1970 г., отново поради увеличения брой ученици, се сдобива с втори етаж. Общата квадратура става 1448 кв. м., а класните стаи – десет. През 1973 г. в училището е разкрита полудневна детска градина, а от учебната 1977/1978 г. е въведен целодневен режим на обучение.
През учебната 1982/1983 г. във връзка с новата структура на ЕСПУ учениците от VIII клас са преместени в ЕСПУ „Панайот Волов“ в град Каспичан.
По време на Възродителния процес през 1988 – 1990 г. 1/5 от учениците от турски произход напускат родината, но голяма част от тях се завръщат още за откриване на учебната година на 15 септември 1989 г. През учебната 1989/1990 г. учениците от VIII клас отново се обучават в ОУ „Христо Ботев“ в село Каспичан.
През ноември 2000 г. стартира работата по проект на Балканска фондация за междукултурно образование и разбирателство „Дайвърсити“ за детски радиопредавания в училища със смесен етнически състав. Формира се клуб „Млад журналист“ с оборудвано модерно радиостудио и радиоуредба, в който се подготвят и излъчват детски радиопредавания, включително и по местния радиовъзел и кабелната телевизия, списва се стенвестник с ученически творби, които намират място и на страниците на вестник „Устрем“.
През учебната 2002/2003 г. учениците от първи клас се обучават по програма „Стъпка по стъпка“. В началото на учебната 2005/2006 г. по силата на ПМС е оборудван компютърен кабинет. През същата година е извършен цялостен ремонт на сградата, който включва саниране, подмяна на старата дограма и изграждане на локална парна инсталация по проект „Красива България“, а по проект на община Каспичан за образователна интеграция е подновена покривната конструкция на сградата и ремонтирани всички помещения.
От 15 септември 2017 г. училището е преобразувано от основно в обединено.
От 2018 г. в училището се обучават оператори на компютърни системи със специалност „Текстообработване“.